# 槇原敬之BOX
『槇原敬之BOX"』（マキハラ・ノリユキ・ボックス）は、槇原敬之2作目のCD-BOX。2003年2月5日発売。発売元はSME Records。

## 解説
ソニー・レコード・SME Records（ソニー・ミュージックレコーズ内レーベル時）在籍時代、1997年〜1999年発表のアルバム3枚・映像作品1作をワンパッケージ化して発売。完全限定生産BOX。

## 収録内容
1. 『Such a Lovely Place』（1997年）
2. 『Listen To The Music』（1998年）
3. 『Cicada』（1999年）
4. 『STRANGE ATTRACTIONS?』（1999年、ビデオクリップ集）
  1. 「素直」
  2. 「モンタージュ」
  3. 「足音」
  4. 「HAPPY DANCE」
  5. 「STRIPE!」
  6. 「Hungry Spider」
  7. 「Hungry Spider〜Making〜（English version）」